# 新加坡—菲律賓關係
新加坡－菲律賓關係，是指歷史上的新加坡和菲律賓（包括現在新加坡共和國與菲律賓共和國）之間的雙邊關係。菲律賓獨立運動領袖黎剎曾五度訪問新加坡，而另一獨立運動領袖埃米利奧·阿奎納多則曾在新加坡尋求避難。兩國其後於1969年建交。新加坡與菲律賓亦同為東南亞國家聯盟的成員。

## 歷史
菲律賓獨立運動領袖黎剎在1882年首度訪問新加坡，其後曾四度重訪。1896年他訪問新加坡時，其居於新加坡的朋友曾說服他留在新加坡並放棄前往古巴治療黃熱病人，但被他以西班牙政府會保障其安全為由拒絕。黎剎離開新加坡後不久，卡蒂普南受黎剎的影響發動起義要求推翻西班牙殖民政府，導致黎剎被西班牙政府拘捕並將其押回菲律賓。押送黎剎的船隻途經新加坡時，黎剎在新加坡的支持者曾嘗試營救他未果，他其後被西班牙殖民政府處決。黎剎後來亦影響1950年代至1960年代的新加坡獨立運動。除黎剎外，卡蒂普南領袖埃米利奧·阿奎納多亦曾在1898年前赴新加坡尋求避難。
新加坡與菲律賓於1969年建交，其後新加坡在1973年在菲律賓設立大使館。1974年，新加坡總理李光耀訪問菲律賓，為新加坡總理首度訪菲。兩年後，菲律賓總統費迪南德·馬科斯訪問新加坡，成為首位訪問新加坡的菲律賓總統。1995年，在新加坡工作的菲律賓籍家庭傭工弗洛爾·孔特姆普拉蒂奧恩被處決事件導致兩國關係緊張，其後因新加坡政府承諾展開第三方調查而回復正常。1997年，新加坡總理吳作棟訪菲，成立「菲律賓－新加坡行動計劃」，以促進兩國在經濟、資訊科技、教育、人文交流及防務方面的合作。與該行動計劃相關的備忘錄於1998年12月14日在越南河內舉行的第八屆東南亞國家聯盟首腦會議上簽署。
2012年颱風寶霞和翌年颱風海燕吹襲菲律賓期間，新加坡分別對菲律賓提供50,000新加坡元和200,000新加坡元的援助。

## 經貿關係
- 新加坡到菲律賓的出口貿易[9]
- 菲律賓到新加坡的出口貿易[10]

1994年10月13日，新加坡和菲律賓兩國成立菲律賓－新加坡商務理事會，以促進兩國間的經濟交流。
根據經濟複雜性研究中心網站上的數據，1995年至2008年間，新加坡對菲律賓的出口額大致呈上升趨勢，2007年至2008年間出口額超過60億美元，至2009年下跌至少於40億美元，翌年再回升至超過50億美元，但其後回跌至約40億美元的水平。新加坡主要向菲律賓出口機械和精煉石油。
而菲律賓對新加坡的出口額則大致呈上升趨勢，於2010年曾達90億美元，但至2012年下跌至約40億美元，至2013年回升至約30億美元。菲律賓主要向新加坡出口集成電路。

## 文化關係
1950年代至1960年代新加坡馬來語電影的黃金時期期間，一些菲律賓導演曾經在新加坡從事電影製作。其中菲律賓導演拉蒙·埃斯特利亞曾為新加坡的国泰加里斯和邵氏兄弟執導包括《吸血人妖之子》在內的11部電影。
1990年，新加坡人－菲律賓協會成立，促進移居菲律賓的新加坡人與菲律賓其他族群之間的良好關係，並加強雙方之間的合作。新加坡亦透過新加坡合作計劃，向菲律賓提供與通訊、運輸、經濟發展、貿易促進、環境、保健、資訊科技、金融、公共行政、法律、管理及生產力等相關的技術培訓。
2014年，有179,099名新加坡遊客前赴菲律賓旅遊，為菲律賓第六大遊客來源國。同年則有676,481名菲律賓遊客赴新加坡旅遊，為新加坡第七大遊客來源國。

## 外部連結
- 新加坡駐菲律賓大使館官方網站 （页面存档备份，存于）
- 菲律賓駐新加坡大使館官方網站 （页面存档备份，存于）